# Левин Дитрих фон дер Шуленбург
Левин Дитрих фон дер Шуленбург (на немски: Levin Dietrich von der Schulenburg zu Tucheim; * 1678; † 10 септември 1743) е благородник от род фон дер Шуленбург в Алтмарк в Саксония-Анхалт, господар на Тухайм, пруски дворцов и легация-съветник.

## Биография
Той е по-малък син на Дитрих Херман I фон дер Шуленбург (1638 – 1693) и съпругата му фрайин Амалия фон дер Шуленбург (1643 – 1713), дъщеря на фрайхер Ахац II фон дер Шуленбург (1610 – 1680) и София Хедвиг фон Велтхайм (1607 – 1667). По-големият му брат Ахац фон дер Шуленбург (1669 – 1731) е пруски генерал-лейтенант на кавалерията. По-малкият му брат Вернер XXIV фон дер Шуленбург (1679 – 1755) е фелдмаршал.
Фамилията купува през 1504 г. Тухайм от фамилията „фон Байерн“. Те построяват през средата на 18 век на мястото на стария замък една наподобаваща на дворец къща в стил Барок.
Левин Дитрих следва в Утрехт и след това две години пътува в Англия, Франция и Италия. През 1710 г. получава имението в Ритлебен, и през 1718 г. го сменя с Тухайм.

## Фамилия
Левин Дитрих фон дер Шуленбург се жени за Катарина София фон дер Асебург (* 26 август 1686; † 4 октомври 1780), дъщеря на Йохан Хайнрих фон дер Асебург (1662 – 1689) и Сибила Бригита фон дер Асебург (1656 – 1707). Те има 16 деца:
- Амалия (1708 – 1783)
- Бригита Доротея (1709 – 1797)
- Дитрих Херман II (1710 – 1764), граф, женен за Барбара София Луиза фон Масов
- Йохан Хайнрих (1711 – 1791), граф, женен за Фридерика Луза Кнут (1720 – 1793)
- Ахац Албрехт Лудвиг (1713 – 1778), женен за Анна Елизабет Шарлота фон Мирбах (1733 – 1808)
- Фридрих Вилхелм (1714 – 1731)
- Вернер Матиас (* 1714; † 5 ноември 1757 при Росбах)
- Катарина Хелена Мария (1716 – 1731)
- София Луиза (1717 – 1740)
- Рената Магдалена Луция (1718 – 1799)
- Шарлота Клара Елизабет (1719 – 1788), омъжена за Томас Валентин фон Аймбек, господар на Бреч, Примерн, Девитц, Друзедау (1712 – 1745)
- Йохана Елеонора (* 28 октомври 1721, Тухайм; † 28 юни 1808), омъжена на 31 март 1744 г. в Тухайм за Гебхард Йохан IV фон Алвенслебен (* 10 февруари 1703; † 2 януари 1763, Магдебург)
- Катарина София (1723 – 1803), омъжена за Георг Ахац фон Бисмарк (* пр. 1714), син на Кристоф Георг фон Бисмарк (1667 – 1730) и Анна Елизабет фон Кате (1670 – 1714)
- Карл Гебхард (1724 – 1757, Бауцен)
- Левин Рудоф фон дер Шуленбург (* 23 октомври 1727, Тухайм; † 22 септември 1788, Берлин), пруски генерал-лейтенант и военен министър, женен за Вилхелмина Каролина Цинков (* 18 юли 1752; † 7 март 1800); развод 1768 г.
- Август Фердинанд фон дер Шуленбург (* 11 септември 1729; † 1787), пруски генерал-майор, женен на 14 август 1767 г. за Кристиана Вилхелмина фон Аймбек (* 11 ноември 1741; † 1785, дъщеря на Томас Валентин фон Аймбек (1712 – 1745) и съпругата му, неговата сестра Шарлота Клара Елизабет фон дер Шуленбург (1719 – 1788).